# The Fascinating Eye
The Fascinating Eye è un cortometraggio del 1914 diretto da Allen Curtis.  Fu il debutto cinematografico per Edward Sloman, un attore e regista inglese che era emigrato negli Stati Uniti nello stesso anno.

## Produzione
Il film fu prodotto dalla Universal Film Manufacturing Company (con il nome Joker)

## Distribuzione
Distribuito dalla Universal Film Manufacturing Company, il film uscì nelle sale il 16 maggio 1914.